# Гліниця (Малопольське воєводство)
Гліниця (пол. Glinica) — село в Польщі, у гміні Мехув Меховського повіту Малопольського воєводства.
Населення — 166 осіб (2011).
У 1975-1998 роках село належало до Келецького воєводства.

## Демографія
Демографічна структура станом на 31 березня 2011 року:
|          | Загалом | Допрацездатний вік | Працездатний вік | Постпрацездатний вік |
| -------- | ------- | ------------------ | ---------------- | -------------------- |
| Чоловіки | 83      | 13                 | 56               | 14                   |
| Жінки    | 83      | 16                 | 48               | 19                   |
| Разом    | 166     | 29                 | 104              | 33                   |